# Itō Masayoshi
Itō Masayoshi (伊東 正義 Y Đông Chính Nghĩa, Itō Masayoshi) là chính trị gia người Nhật. Ông giữ chức Quyền Thủ tướng Nhật Bản năm 1980 sau cái chết bất ngờ của Masayoshi Ōhira. Ông sau đó là Bộ trưởng Ngoại giao từ năm 1980 đến năm 1981.